# Bojowy patrol rozpoznawczy
Bojowy patrol rozpoznawczy (BPR) – doraźny element rozpoznawczy, przeznaczony do bezpośredniego rozpoznawania przeciwnika oraz terenu. 

## Charakterystyka
BPR zazwyczaj prowadzi działania przed frontem lub na skrzydłach pododdziału w pasie terenu między własnymi wojskami a przeciwnikiem. Odległość od wojsk własnych winna umożliwiać obserwowanie jego działania oraz wsparcie ogniem przez macierzysty pododdział – zazwyczaj nie przekracza 10 km. Patrol dane rozpoznawcze zdobywa metodą obserwacji. Może organizować też zasadzki oraz prowadzić walkę. 
Skład BPR zależy od szczebla dowodzenia, który go organizuje oraz zadań rozpoznawczych, które ma wykonać. Zazwyczaj jest to wzmocniony pluton piechoty (czołgów). Może też wystąpić wzmocnienie specjalistami innych rodzajów wojsk – zwiadowcami artylerii, drużyną rozpoznania skażeń czy też drużyną rozpoznania inżynieryjnego. W sprzyjających okolicznościach BPR może prowadzić rozpoznanie w ugrupowaniu przeciwnika. Może wysyłać ze swego składu wozu patrolowe lub szperaczy

## Działanie bojowego patrolu rozpoznawczego
Bojowy patrol rozpoznawczy wyznaczany jest z sił drugiego rzutu i wchodzi zazwyczaj do walki w momencie, gdy nacierające wojska zniszczą i opanują kompanijne punkty oporu przeciwnika. Dlatego też BPR powinien wykonywać marsz w niedużej odległości za pierwszym rzutem i być w każdej chwili w gotowości do rozpoczęcia działania. Wykorzystując walory terenu powinien szybko zbliżyć się do przeciwnika, ustalić jego skład i charakter działań oraz rozmieszczenie środków ogniowych. Rozpoznanie prowadzi poprzez obserwację posiłkując się działaniem drużyny patrolowej. Po napotkaniu przeciwnika powinien dokładnie
go rozpoznać i  złożyć o tym meldunek przełożonemu. Napotkane drobne grupy przeciwnika niszczy  uderzeniem ogniowym, a podczas napotkania zorganizowanej obrony przeciwnika powinien ustalić luki, słabo bronione odcinki w jego ugrupowaniu i zaatakować zmuszając go tym samym do ujawnienia  systemu ognia. 